# 方文耀
方文耀（？—1644年），字怀怙，福建云霄陽霞人，遷居龍溪縣十一都石碼登第社，明朝政治人物。崇禎庚辰進士。官至河間府知府。

## 生平
崇禎六年（1633年）癸酉科福建鄉試舉人，崇禎十三年（1640年），登庚辰科進士，授户部主事，陞员外郎，崇禎十六年（1643年）任直隸河间府知府。李自成大軍破城，方文耀不屈被殺。